# Недра (Киевская область)
Недра (укр. Недра) — село, входит в Березанскую городскую общину Броварского района Киевской области Украины. До 2020 года входило в состав Барышевского района.
Население по переписи 2001 года составляло 1317 человек. Почтовый индекс — 07533. Телефонный код — 4576. Занимает площадь 3,75 км².

## Известные уроженцы
- Михаил Высоцкий (1885—1950) — народный артист УССР.

## Местный совет
07533, Киевская обл., Барышевский р-н, с. Недра, ул. Ворошиловоградская, 47а